# صومعه سانتا ماریای د مونتسارت
سانتا ماریا د مونتسرات (تلفظ کاتالان: [ˈsantə məˈɾi. ə ðə munsəˈrat]) یکی از کلیسای بزرگ مقدس بندیکت است که در کوه مونتسرات در مونیسترول مونتسرات، کاتالونیا، اسپانیا واقع شده‌است. به خاطر ثبت تصویر مریم مقدس مونتسرات قابل توجه است. صومعه در قرن یازدهم تأسیس شد و بین قرن نوزدهم و بیستم بازسازی شد و با بیش از۷۰ راهب تا به امروز نیز فعالیت می‌کند. به‌طور معمول تقریباً ۸۰ راهب در اقامتگاه ساکن بوده‌اند.

## محل
صومعه ۴۸ کیلومتر (۳۰ مایل) شمال غربی بارسلونا، که می‌توانید از طریق جاده، قطار یا تله کابین به آنجا برسید. نقطه از مناطق پست کاتالان است و در مرکز پرجمعیت‌ترین منطقه کاتالونیا قرار دارد. به بالاترین نقطه مونتسرات، سن جرونی، می‌توان از مسیرهای پیاده‌روی که به صومعه منتهی می‌شود، رسید. از سان جرونی تقریباً تمام کاتالونیا دیده می‌شود و در یک روز پاک جزیره مایورکا نمایان است.

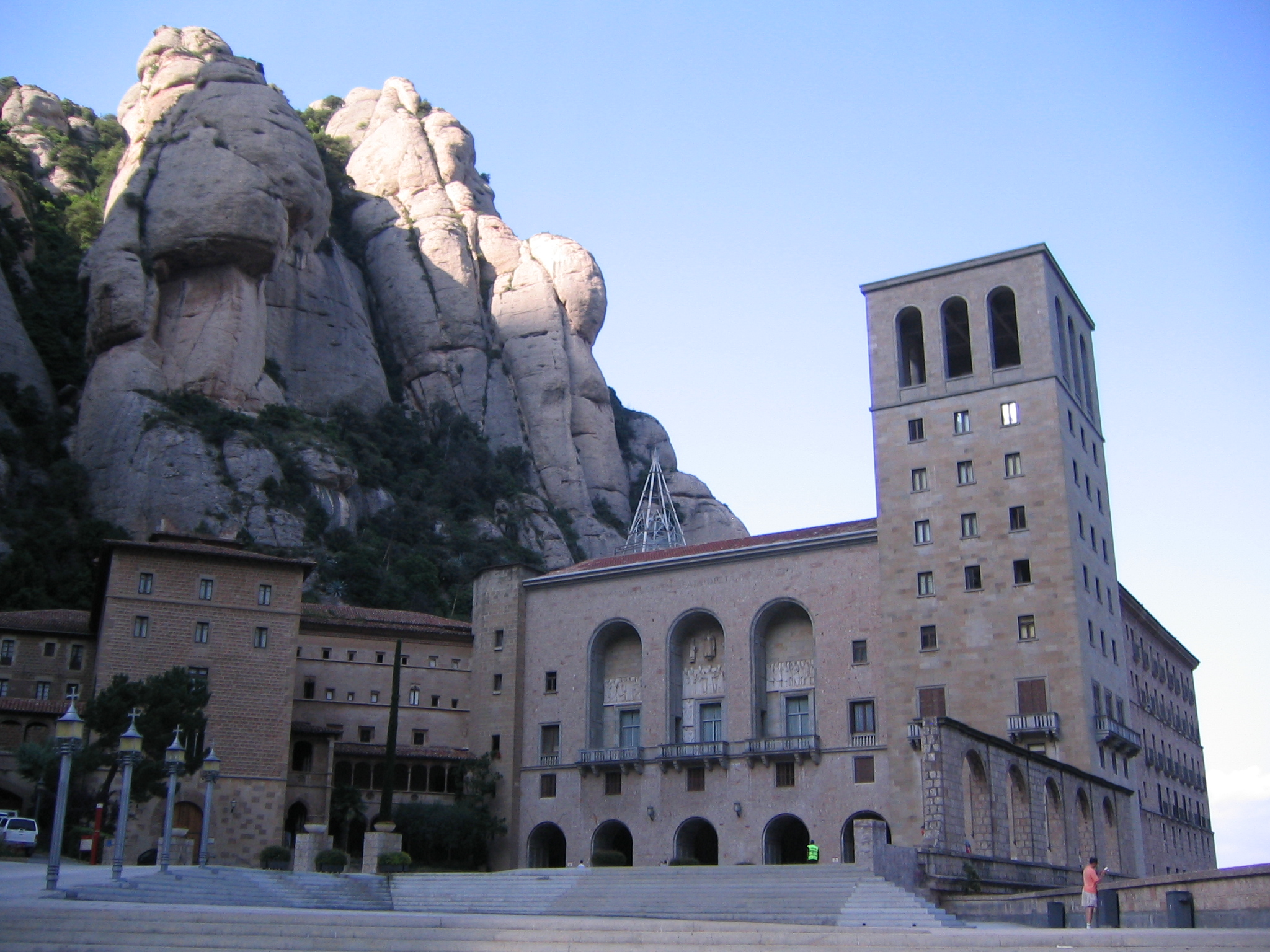
نمای جدید، کاری از Francesc Folguera

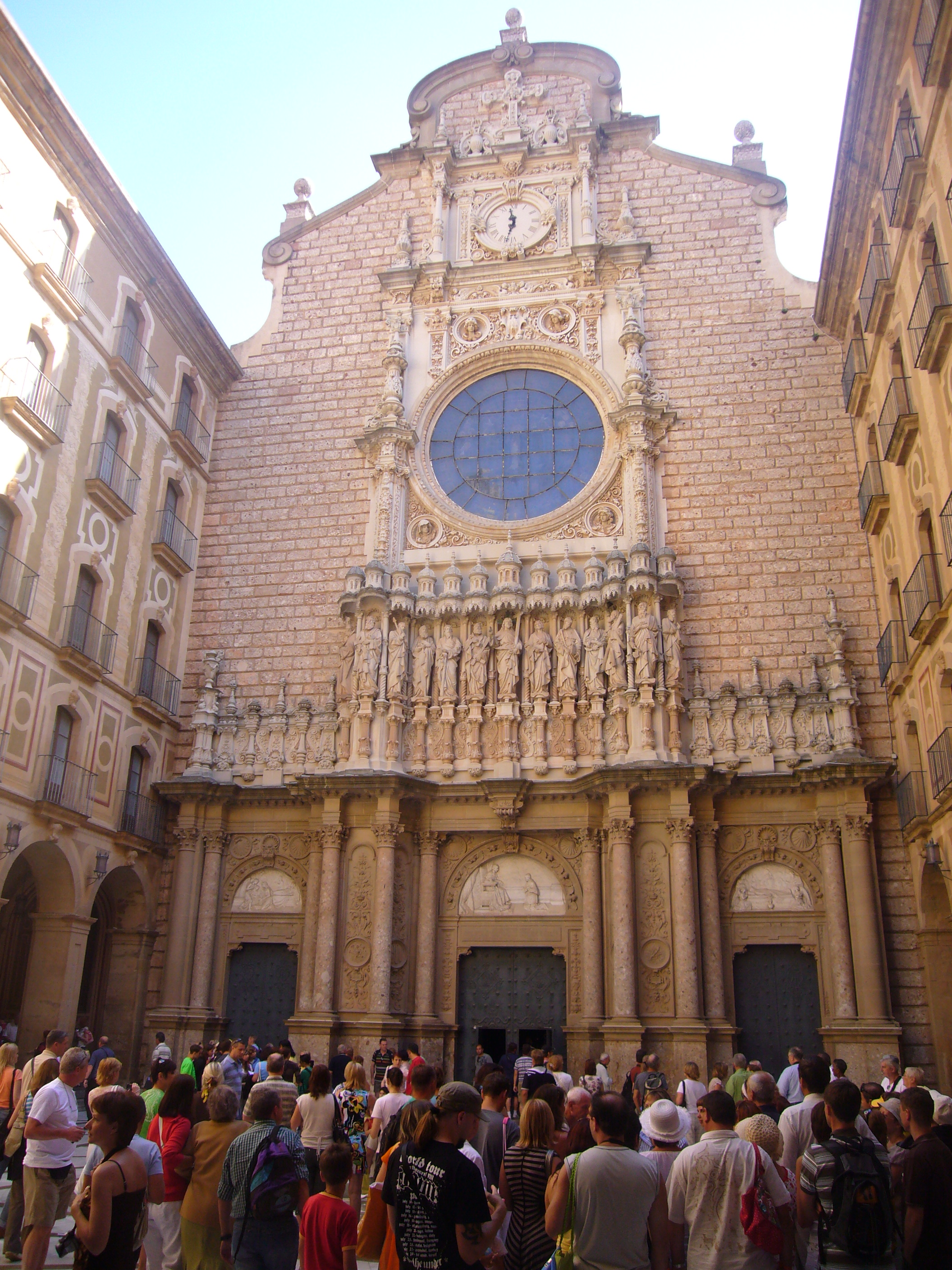
نمای احیا Plateresque کلیسا که توسط Francisco de Paula del Villar y Carmona ساخته شده‌است

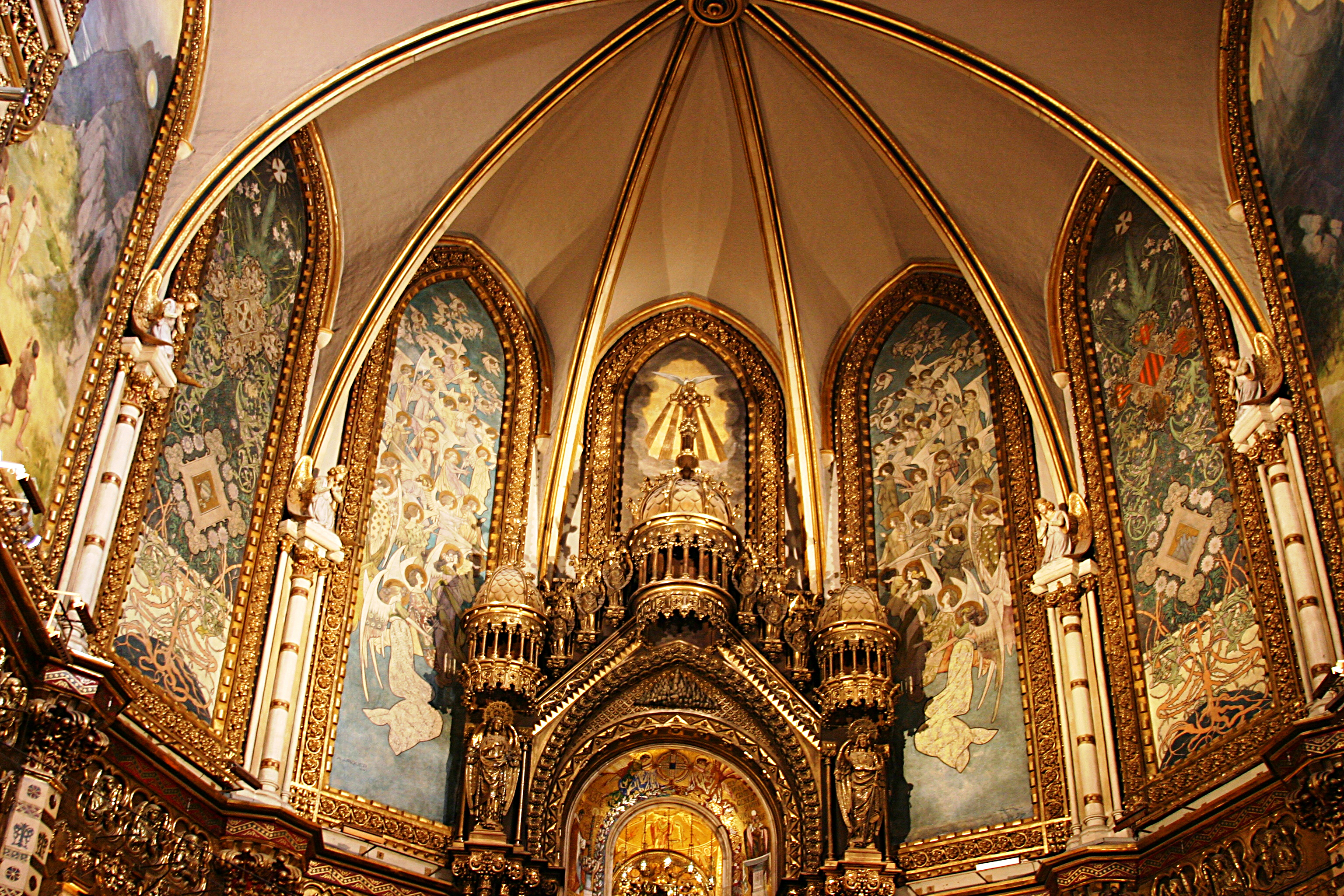
فضای داخلی گنبد محراب (حدود ۱۹۲۸)